# چکرنک ۱۶۲۲
سیارک ۱۶۲۲ (به انگلیسی: 1622 Chacornac، نامگذاری:1952EA) هزار و ششصد و بیست و دومین سیارک کشف شده‌است که در ۱۵ مارس ۱۹۵۲ کشف شد.
قدر مطلق سیارک برابر ۱۲٫۲۰ است.